# Comuna Ișun, Krasnoperekopsk
Ișun (în ucraineană Ішунь) este o comună în raionul Krasnoperekopsk, Republica Autonomă Crimeea, Ucraina, formată din satele Ișun (reședința), Novorîbațke, Proletarka și Tankove.

## Demografie
Componența lingvistică a comunei Ișun
     Rusă (62,64%)
     Ucraineană (28,66%)
     Tătară crimeeană (5,39%)
     Alte limbi (0,47%)
Conform recensământului din 2001, majoritatea populației comunei Ișun era vorbitoare de rusă (62,64%), existând în minoritate și vorbitori de ucraineană (28,66%) și tătară crimeeană (5,39%).